# Muneng Warangan
Muneng Warangan is een bestuurslaag in het regentschap Magelang van de provincie Midden-Java, Indonesië. Muneng Warangan telt 1846 inwoners (volkstelling 2010).